# 金廣鉉
金 廣鉉（キム・グァンヒョン、韓: 김광현、1988年7月22日 -）は、大韓民国のソウル特別市出身のプロ野球選手（投手）。KBOリーグのSSGランダース所属。

## 経歴

### アマチュア時代
野球好きの父親の影響もあり、小学校3年時より野球を始める。安山工業高校時代より速球派の左腕として頭角をあらわす。
2005年はアジア青少年大会に出場し、チャイニーズタイペイ戦で勝利投手となる。平田良介らが率いる日本高校選抜チームにも5回をパーフェクトに抑えるなど2年生エースとして活躍した。打線が沈黙して2勝2敗だったが、防御率は1.04の好成績を残した。この大会で、堂々たるマウンドさばきを見せ、日本でも注目される存在となった。
2006年はハバナで開催されたAAA世界野球選手権大会にも出場した。準々決勝のチャイニーズタイペイ代表戦では完封勝利。準決勝のカナダ戦と決勝のアメリカ合衆国戦でもリリーフとして登板。大会通じて4勝、防御率0.87、奪三振22個の好成績で大会MVPを獲得した。

### SK時代
2006年のKBOドラフトの地域優先ドラフトでSKワイバーンズに1位指名され、入団した。
2007年はシーズン開幕直前に開かれた記者会見では、プロ入り1年先輩の柳賢振（前年度MVP、投手3冠）を指して「頭を使えばもっといい投手になれる」と発言し、韓国中の注目を集める。
ルーキーイヤーは開幕から先発ローテーションに入ったものの後半は調子を落す。シーズン中は二軍落ちも経験、チームはシーズン初めから好調を維持して韓国シリーズに進出したが、金廣鉉のプロ1年目の成績は20試合に登板して3勝7敗、52奪三振、平均自責点3.6点台と、柳賢振の新人の時の実績にはるかに及ばなかったため柳賢振から「まだ実績もないのに口だけ先走っている」と批判された。
斗山ベアーズとの韓国シリーズでは、チームが1勝2敗と追い込まれていた第4戦（10月26日）に先発登板。粘り強い投球で斗山打線を8回2死まで1安打、無失点に抑える好投を見せ、斗山のエースで今シーズンのタイトルを総なめにしたダニエル・リオスとの投げ合いを制し、後にチームも韓国シリーズ球団史上初制覇を果たした。優勝祝勝会で監督の金星根からアジアシリーズ初戦の先発登板を告げられ、アジアシリーズのため来日した。プロフィールのインタビューには「韓国シリーズで高校時代の自信を取り戻した」と答えている。シリーズでは開幕戦に先発し、7回まで中日打線を3安打、無得点に抑えた。ワイバーンズもそのまま6対3で勝利。日本のチームが敗れたのは大会初のことであった。決勝戦は2番手として登板、初戦で抑え込んでいた李炳圭に2ランを浴びて降板し、チームも9回表に勝ち越し点を許し敗れてしまった。
北京オリンピック・アジア予選には、代表選考の頃に不調で二軍落ちしていたため出場できなかった。また新人王のタイトルも、記者投票で斗山ベアーズの林泰勳に敗れ、受賞できなかった。
2008年はシーズン開幕前の3月に開催された北京オリンピック野球世界最終予選の韓国代表に選出された。同大会ではメキシコ戦、チャイニーズタイペイ戦に先発、いずれも勝利投手となり、韓国代表の五輪出場に貢献した。8月に開催された北京オリンピックの野球韓国代表にも選出されたが、この時韓国代表では最年少での選出だった。予選と準決勝の日本戦で先発。予選では6回を投げ、2失点で勝ち負けつかず、準決勝では8回2失点で勝利投手となって、韓国代表の金メダル獲得に貢献。韓国では「日本キラー」というあだ名がついた。
レギュラーシーズンでは、前年から一段成長した姿を見せローテーションのエースとして活躍。最多勝と最多奪三振のタイトルを手にしてレギュラーシーズンMVPにも選出され、期待された素質を開花させた。チームも斗山との韓国シリーズを再び制し、2年連続で韓国シリーズ優勝を果たした。
アジアシリーズでは、日本シリーズを優勝した埼玉西武ライオンズとの試合で先発登板したものの、5回途中3失点で降板と振るわず、チームは勝利したものの満足のいく内容ではなかった。さらにチームも台湾シリーズを優勝した統一セブンイレブン・ライオンズに敗れ、決勝進出もならなかった。
2009年はシーズン開幕前の3月に開催された第2回ワールド・ベースボール・クラシック（WBC）の韓国代表に選出された。同大会では東京ラウンドの日本戦で先発登板した。韓国では北京オリンピックの再現が期待されたが、金廣鉉をよく研究した日本打線の前に1回1/3を投げて8失点でKOされ、2対14で7回コールド負けをするきっかけとなった。本人曰く「僕の野球人生は長くないが、あんなに打たれたのは初めて」と悔しそうに語った。その後の同大会では先発登板することなく、2次ラウンドで3試合リリーフ登板した。日本との2次ラウンド順位決定戦では8回表に登板したが、勝ち越し適時打を打たれた。結局同大会では満足のいく結果は残せなかった。
レギュラーシーズンでは、前年と同じくチームのエースとして活躍していたが、8月2日に金賢洙の放った打球が手の甲に直撃。ボールの跡がはっきりと分かるほどの痛烈なピッチャー強襲であり、負傷で戦線を離脱。その後も、プレーオフや韓国シリーズといったポストシーズンでも1度も登板することなくシーズンを終えた。だが規定投球回数に達していたため、初の最優秀防御率のタイトルを獲得した。
2010年は負傷から復活し1年を通して先発ローテーションを守り、SKのエースとして活躍し17勝で自身2度目となる最多勝のタイトルを獲得した。オフの11月に開催された広州アジア競技大会の韓国代表に選出されたが、顔面麻痺により辞退し、日韓クラブチャンピオンシップのメンバーからも外れた。
2011年は体調不良で開幕エントリーに入れず、7月には肩の故障でたびたび戦線を離脱し4勝にとどまった。
2012年も体調不良が治らず、一軍初登板は6月後半からだったが、先発として起用され続け8勝をあげた。
2013年も開幕一軍に間に合わなかったが、4月中旬に初登板を果たした。最終的に2010年以来3年ぶりとなる2ケタ勝利を記録し、規定投球回数にも達した。
2014年は13勝をあげ、復活を予感させた。オフにメジャーリーグベースボール（MLB）挑戦を表明し、11月にポスティングシステムの行使を要請。最高入札額200万ドルをつけたサンディエゴ・パドレスと入団交渉することになったが、12月12日に交渉期間内に契約がまとまらず、SKと再契約した。
2015年オフの10月7日に第1回WBSCプレミア12の韓国代表選手28名に選出された。同大会では開幕戦となった日本戦に先発したが、敗戦投手となった。11月21日の決勝のアメリカ合衆国戦にも先発し、5回を無失点に抑え韓国代表の優勝に貢献した。
2016年はKBO通算100勝目を含む11勝を記録した。オフの11月に初のフリーエージェント（FA）権を行使し、SKと2017年からの4年契約を結び残留した。
2017年はシーズン開幕前の3月に開催された第4回WBCの韓国代表に選出されたが、肘の手術による長期間のリハビリのため辞退した。シーズンではSKで1試合も登板しなかった。
2018年は11勝を記録。SKは韓国シリーズに進出し、三度斗山との顔合わせとなった8年ぶりの韓国シリーズ優勝にも貢献した。
2019年オフの11月に開催された第2回WBSCプレミア12の韓国代表に選出された。同大会では2試合に先発登板した。同年12月6日に自身2度目となるポスティングによるMLB移籍を申請した。

### カージナルス時代
2019年12月17日にセントルイス・カージナルスと2年総額800万ドルで契約を結んだ。SKには譲渡金として160万ドルが支払われる。
2020年シーズン開幕戦となった7月24日のピッツバーグ・パイレーツ戦、3点リードした9回表に3番手で登板してメジャーデビュー。2点を失ったが、セーブを挙げた。8月23日のシンシナティ・レッズ戦で先発登板し、メジャー初勝利を記録。
2021年は27試合（うち先発21試合）に登板して7勝7敗1セーブ、3.46を記録した。オフの11月3日にFAとなった。翌年もMLBでプレーすると思われたが、12月2日に始まったMLBのロックアウトの影響もあり、MLBの移籍先が決まることはなかった。

### SSG時代
2022年3月8日に古巣のSSGランダース（2021年にSKワイバーンズから改称）と4年契約を結び、KBOに復帰した。同年はチーム最多タイの13勝を記録した。
キウム・ヒーローズとの韓国シリーズでは第6戦の9回裏途中から登板し無失点に抑え、胴上げ投手となった。これにより、球団史上4年ぶり9度目、SKからSSGに改名してから球団初、また金廣鉉自身にとって5度目、KBO復帰後初となる韓国シリーズ優勝を果たした。

## 投球スタイル
| 球種           | 配分 | 平均球速 | 平均球速 |
| 球種           | %    | mph      | km/h     |
| -------------- | ---- | -------- | -------- |
| フォーシーム   | 40.8 | 89.0     | 143.2    |
| スライダー     | 37.9 | 83.5     | 134.4    |
| チェンジアップ | 11.5 | 80.3     | 129.2    |
| カーブ         | 9.0  | 69.6     | 112.0    |
| ツーシーム     | 0.8  | 89.0     | 143.2    |

長身・長いリーチと真上から振り下ろすオーバースローから、平均球速約147km/h（2019年シーズン）・最速156km/hのカット気味なストレートと縦に鋭く落ちる高速スライダーを武器にする先発左腕。他にフォークボール、カーブも投げることが出来る。
2018年までチェンジアップを時折使用していたが、18年オフに門倉健からフォークボールを教わり、同球種は使用しなくなった。
投球する時、足を高く上げ、腕を大きく振るフォームが特徴であるため、モーションが大きくクイックは苦手、故に盗塁をされやすいのが欠点である。

## 人物
LGツインズのファンであったが、出身校の安山工高の所在地がプロ入り時に契約したSKワイバーンズのフランチャイズである京畿道だったため、縁故地優先の1次ドラフトでワイバーンズに指名された。
2008年北京オリンピックでは日本戦に二度先発し、好投を見せたことから、「日本キラー」と呼ばれることがある。

## 詳細成績

### 年度別投手成績
| 年 度     | 球 団     | 登 板 | 先 発 | 完 投 | 完 封 | 無 四 球 | 勝 利 | 敗 戦 | セ 丨 ブ | ホ 丨 ル ド | 勝 率 | 打 者 | 投 球 回 | 被 安 打 | 被 本 塁 打 | 与 四 球 | 敬 遠 | 与 死 球 | 奪 三 振 | 暴 投 | ボ 丨 ク | 失 点 | 自 責 点 | 防 御 率 | W H I P |
| --------- | --------- | ----- | ----- | ----- | ----- | -------- | ----- | ----- | -------- | ----------- | ----- | ----- | -------- | -------- | ----------- | -------- | ----- | -------- | -------- | ----- | -------- | ----- | -------- | -------- | ------- |
| 2007      | SK        | 20    | 13    | 0     | 0     | 0        | 3     | 7     | 0        | 0           | .300  | 342   | 77.0     | 80       | 5           | 41       | 2     | 4        | 52       | 2     | 0        | 35    | 31       | 3.62     | 1.57    |
| 2008      | SK        | 27    | 27    | 1     | 1     | 0        | 16    | 4     | 0        | 0           | .800  | 659   | 162.0    | 127      | 9           | 63       | 1     | 2        | 150      | 3     | 0        | 50    | 43       | 2.39     | 1.17    |
| 2009      | SK        | 21    | 21    | 1     | 0     | 1        | 12    | 2     | 0        | 0           | .857  | 568   | 138.1    | 121      | 14          | 53       | 1     | 4        | 112      | 8     | 0        | 46    | 43       | 2.80     | 1.26    |
| 2010      | SK        | 31    | 30    | 2     | 1     | 0        | 17    | 7     | 0        | 0           | .708  | 797   | 193.2    | 153      | 13          | 84       | 1     | 5        | 183      | 13    | 0        | 56    | 51       | 2.37     | 1.22    |
| 2011      | SK        | 17    | 14    | 1     | 0     | 0        | 4     | 6     | 0        | 0           | .400  | 328   | 74.1     | 70       | 6           | 45       | 0     | 5        | 61       | 1     | 0        | 45    | 40       | 4.84     | 1.55    |
| 2012      | SK        | 16    | 16    | 0     | 0     | 0        | 8     | 5     | 0        | 0           | .615  | 347   | 81.2     | 85       | 9           | 36       | 0     | 2        | 65       | 2     | 1        | 44    | 39       | 4.30     | 1.48    |
| 2013      | SK        | 25    | 22    | 0     | 0     | 0        | 10    | 9     | 0        | 0           | .526  | 580   | 133.0    | 128      | 12          | 68       | 0     | 4        | 102      | 9     | 1        | 72    | 66       | 4.47     | 1.47    |
| 2014      | SK        | 28    | 28    | 1     | 0     | 0        | 13    | 9     | 0        | 0           | .591  | 749   | 173.2    | 178      | 10          | 81       | 1     | 3        | 145      | 9     | 1        | 77    | 55       | 3.42     | 1.49    |
| 2015      | SK        | 30    | 29    | 1     | 1     | 0        | 14    | 6     | 0        | 1           | .700  | 754   | 176.2    | 173      | 19          | 66       | 2     | 3        | 160      | 10    | 0        | 86    | 73       | 3.72     | 1.35    |
| 2016      | SK        | 27    | 21    | 1     | 0     | 0        | 11    | 8     | 0        | 1           | .579  | 583   | 137.0    | 139      | 17          | 41       | 2     | 6        | 116      | 3     | 0        | 68    | 59       | 3.88     | 1.31    |
| 2018      | SK        | 25    | 25    | 0     | 0     | 0        | 11    | 8     | 0        | 2           | .579  | 554   | 136.0    | 125      | 16          | 30       | 0     | 2        | 130      | 3     | 0        | 48    | 45       | 2.98     | 1.14    |
| 2019      | SK        | 31    | 30    | 0     | 0     | 0        | 17    | 6     | 0        | 0           | .739  | 786   | 190.1    | 198      | 13          | 38       | 1     | 2        | 180      | 8     | 0        | 64    | 53       | 2.51     | 1.24    |
| 2020      | STL       | 8     | 7     | 0     | 0     | 0        | 3     | 0     | 1        | 0           | 1.000 | 154   | 39.0     | 28       | 3           | 12       | 2     | 0        | 24       | 1     | 0        | 9     | 7        | 1.62     | 1.03    |
| 2021      | STL       | 27    | 21    | 0     | 0     | 0        | 7     | 7     | 1        | 0           | .500  | 452   | 106.2    | 98       | 12          | 39       | 2     | 4        | 80       | 1     | 0        | 46    | 41       | 3.46     | 1.28    |
| 2022      | SSG       | 28    | 28    | 0     | 0     | 0        | 13    | 3     | 0        | 0           | .813  | 694   | 173.1    | 141      | 10          | 45       | 2     | 5        | 153      | 1     | 0        | 48    | 41       | 2.13     | 1.07    |
| 2023      | SSG       | 30    | 30    | 0     | 0     | 0        | 9     | 8     | 0        | 0           | .529  | 713   | 168.1    | 163      | 11          | 70       | 0     | 2        | 119      | 5     | 0        | 75    | 66       | 3.53     | 1.38    |
| 2024      | SSG       | 31    | 31    | 0     | 0     | 0        | 12    | 10    | 0        | 0           | .545  | 709   | 162.1    | 162      | 24          | 73       | 1     | 6        | 154      | 8     | 0        | 95    | 89       | 4.93     | 1.45    |
| KBO：14年 | KBO：14年 | 387   | 365   | 8     | 3     | 1        | 170   | 98    | 0        | 2           | .634  | 9163  | 2177.2   | 2043     | 188         | 834      | 14    | 52       | 1882     | 87    | 3        | 909   | 805      | 3.33     | 1.32    |
| MLB：2年  | MLB：2年  | 35    | 28    | 0     | 0     | 0        | 10    | 7     | 2        | 0           | .588  | 606   | 145.2    | 126      | 15          | 51       | 4     | 0        | 104      | 5     | 0        | 55    | 48       | 2.97     | 1.21    |

- 2023年度シーズン終了時
- 各年度の太字はリーグ最高

### オリンピックでの投手成績
| 年 度 | 代 表 | 登 板 | 先 発 | 勝 利 | 敗 戦 | セ ｜ ブ | 打 者 | 投 球 回 | 被 安 打 | 被 本 塁 打 | 与 四 球 | 敬 遠 | 与 死 球 | 奪 三 振 | 暴 投 | ボ ｜ ク | 失 点 | 自 責 点 | 防 御 率 |
| ----- | ----- | ----- | ----- | ----- | ----- | -------- | ----- | -------- | -------- | ----------- | -------- | ----- | -------- | -------- | ----- | -------- | ----- | -------- | -------- |
| 2008  | 韓国  | 3     | 2     | 1     | 0     | 0        | --    | 14.1     | 10       | 0           | 3        | 0     | 0        | 12       | 1     | 0        | 3     | 2        | 1.26     |

### WBCでの投手成績
| 年 度 | 代 表 | 登 板 | 先 発 | 勝 利 | 敗 戦 | セ ｜ ブ | 打 者 | 投 球 回 | 被 安 打 | 被 本 塁 打 | 与 四 球 | 敬 遠 | 与 死 球 | 奪 三 振 | 暴 投 | ボ ｜ ク | 失 点 | 自 責 点 | 防 御 率 |
| ----- | ----- | ----- | ----- | ----- | ----- | -------- | ----- | -------- | -------- | ----------- | -------- | ----- | -------- | -------- | ----- | -------- | ----- | -------- | -------- |
| 2009  | 韓国  | 4     | 1     | 0     | 1     | 0        | 22    | 3.1      | 10       | 1           | 2        | 0     | 0        | 5        | 0     | 0        | 9     | 8        | 21.60    |
| 2023  | 韓国  | 1     | 1     | 0     | 1     | 0        | 11    | 2.0      | 3        | 0           | 2        | 0     | 0        | 5        | 0     | 0        | 4     | 4        | 18.00    |

- 太字は大会最高

### WBSCプレミア12での投手成績
| 年 度 | 代 表 | 登 板 | 先 発 | 勝 利 | 敗 戦 | セ ｜ ブ | 打 者 | 投 球 回 | 被 安 打 | 被 本 塁 打 | 与 四 球 | 敬 遠 | 与 死 球 | 奪 三 振 | 暴 投 | ボ ｜ ク | 失 点 | 自 責 点 | 防 御 率 |
| ----- | ----- | ----- | ----- | ----- | ----- | -------- | ----- | -------- | -------- | ----------- | -------- | ----- | -------- | -------- | ----- | -------- | ----- | -------- | -------- |
| 2015  | 韓国  | 3     | 3     | 1     | 1     | 0        | 53    | 12.0     | 13       | 0           | 4        | 0     | 0        | 13       | 1     | 0        | 4     | 4        | 3.00     |
| 2019  | 韓国  | 2     | 2     | 1     | 1     | 0        | 39    | 9.1      | 9        | 0           | 2        | 0     | 0        | 10       | 0     | 0        | 3     | 3        | 2.89     |

- 太字は大会最高

### 年度別守備成績
| 年 度 | 球 団 | 投手（P） | 投手（P） | 投手（P） | 投手（P） | 投手（P） | 投手（P） |
| 年 度 | 球 団 | 試 合     | 刺 殺     | 補 殺     | 失 策     | 併 殺     | 守 備 率  |
| ----- | ----- | --------- | --------- | --------- | --------- | --------- | --------- |
| 2007  | SK    | 20        | 3         | 10        | 0         | 1         | 1.000     |
| 2008  | SK    | 27        | 7         | 28        | 5         | 0         | .875      |
| 2009  | SK    | 21        | 6         | 16        | 0         | 0         | 1.000     |
| 2010  | SK    | 31        | 6         | 26        | 3         | 2         | .914      |
| 2011  | SK    | 17        | 6         | 7         | 0         | 1         | 1.000     |
| 2012  | SK    | 16        | 5         | 13        | 0         | 0         | 1.000     |
| 2013  | SK    | 25        | 9         | 19        | 0         | 1         | 1.000     |
| 2014  | SK    | 28        | 8         | 24        | 1         | 1         | .970      |
| 2015  | SK    | 30        | 12        | 30        | 2         | 1         | .955      |
| 2016  | SK    | 27        | 5         | 34        | 2         | 1         | .951      |
| 2018  | SK    | 25        | 6         | 16        | 2         | 1         | .917      |
| 2019  | SK    | 31        | 5         | 38        | 2         | 4         | .956      |
| 2020  | STL   | 8         | 1         | 3         | 0         | 0         | 1.000     |
| 2021  | STL   | 27        | 6         | 14        | 1         | 0         | .952      |
| 2022  | SSG   | 28        | 6         | 30        | 2         | 1         | .947      |
| 2023  | SSG   | 30        | 7         | 31        | 2         | 0         | .950      |
| KBO   | KBO   | 356       | 91        | 322       | 21        | 14        | .952      |
| MLB   | MLB   | 35        | 7         | 17        | 1         | 0         | .960      |

- 2023年度シーズン終了時
- 各年度の太字はリーグ最高

### タイトル
- 最多勝利：2回（2008年、2010年）
- 最優秀防御率：1回（2009年）
- 最多奪三振：1回（2008年）

### 表彰
- MVP：1回（2008年）
- ゴールデングラブ賞：1回（2008年）

### 代表歴
- 第22回AAA世界野球選手権大会韓国代表
- 2008年北京オリンピックの野球競技・韓国代表
- 2009 ワールド・ベースボール・クラシック韓国代表
- 仁川アジア競技大会野球韓国代表
- 2015 WBSCプレミア12 韓国代表
- 2019 WBSCプレミア12 韓国代表
- 2023 ワールド・ベースボール・クラシック韓国代表

### 背番号
- 29（2007年 - 2019年、2022年 - ）
  - 17（2008年北京五輪）
  - 31（2009年WBC）
- 33（2020年 - 2021年）